# Storia del jazz

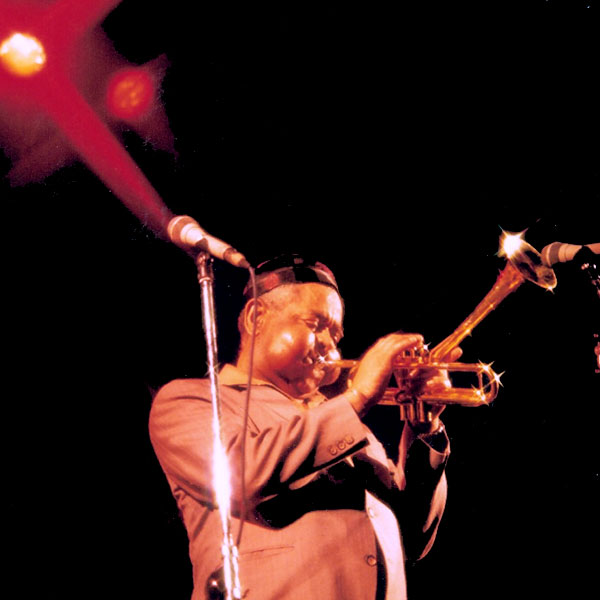
Dizzy Gillespie

La storia del jazz, al pari della storia di molti altri generi musicali popolari, e soprattutto di quelli che affondano le radici nella tradizione degli schiavi afroamericani (primo fra tutti, lo spiritual), è quanto mai povera di documenti e di riferimenti, per quanto attiene alle origini e ai primordi, vista la mancanza di fonti scritte.
Le prime fonti orali sulla nascita del jazz a New Orleans risalgono ai primi anni del XX secolo, mentre quelle scritte si attestano al decennio successivo. Anche se, i generi musicali preesistenti, che ne determinarono la nascita, sono svariati e difficilmente classificabili con precisione, per cui, convenzionalmente si fa risalire la nascita del jazz ai canti di lavoro degli africani schiavizzati e deportati negli Stati Uniti.
In genere, il jazz si sviluppò a livello pubblico e dunque documentato, in modo esponenziale tra il 1915 e il 1940, diventando la musica da ballo dominante negli anni venti e anni trenta, proprio in cui i brani delle big band si trovavano regolarmente ai primi posti delle classifiche nazionali, fino alla fine degli anni quaranta, iniziando ad influenzare anche il palcoscenico mondiale, sempre comunque attento al fenomeno, fin dai primi vagiti. Dopo questo periodo, nacque il rock & roll, così il jazz scomparve abbastanza velocemente e si caratterizzò in maniera parallela come una musica d'arte e di nicchia, tipicamente afroamericana, ma prodotta ed apprezzata molto anche dalle popolazioni del vecchio mondo. Il pubblico statunitense del jazz si assottigliò, mentre la musica destava un crescente interesse in Europa e nel resto del mondo. Questa tendenza all'arte e alla nicchia di genere, iniziata dopo il movimento bebop nel 1945, raggiunse l'apice negli anni sessanta con il movimento free jazz, che mirava all'emancipazione totale del musicista, ma che diede anche una svolta cruciale al genere, da spezzarlo in due filoni distinti, pre e post bellica.
Seguì un periodo di involuzione e di marginalizzazione che terminò negli anni ottanta, durante i quali una generazione di giovani musicisti infuse nuova vita, perseguendo diverse tendenze anche in assenza di uno stile dominante: nacquero così diverse scuole di jazz europeo, uno stile mainstream, che faceva riferimento al periodo degli anni cinquanta, e diverse contaminazioni che proseguivano l'esperienza fusion arrivando ad uno stile che viene detto acid jazz o che guardavano con interesse a tradizioni musicali etniche in direzione della world music.
Anche l'industria discografica tornò ad interessarsi delle sonorità del jazz - se non della sua estetica - promuovendo vari artisti specialisti di smooth jazz, un tipo di jazz estremamente alleggerito.
La musica jazz rappresenta oggi circa il 3% della produzione musicale nordamericana, ma ha seguaci in tutto il mondo.

## Origine del termine
L'origine della parola jazz (che veniva originariamente scritta jass) è incerta. Un'ipotesi fa derivare la parola jass dalla parola di etimologia francese jaser (gracchiare, fare rumore, perfino copulare nel dialetto della Louisiana francofona del XVIII secolo). La linea etimologica francese jaser-jass sembra avvalorata dai giornali dalla fine del 1800 al 1918 e dalle testimonianze di musicisti di New Orleans, secondo cui questa musica veniva considerata in ambienti tradizionali come "fracasso", "rumore sgradevole", musica "cacofonica".
In contrasto con questa teoria, recenti testimonianze raccolte tra alcuni musicisti in attività a New Orleans all'inizio del XX secolo indicano che la parola non è stata usata a New Orleans per denotare una musica fino al 1917, quando vi arrivò in una lettera che Freddie Keppard spedì da Chicago a Joe "King" Oliver, che la mostrò al suo protetto Louis Armstrong.
Un'ipotesi recente è che la parola abbia una provenienza settentrionale, con le attestazioni di uso localizzate nell'area di San Francisco. Il ricercatore Gerald Cohen ha appurato che la parola inizia ad apparire sul giornale San Francisco Chronicle nel 1913, come sinonimo di vigore, energia, effervescenza. Il cronista che la usò l'avrebbe mutuata da un altro cronista, che a sua volta l'avrebbe udita usare da giocatori di dadi durante una partita.
Altri associano la parola jazz al gergale to jizz (jism), parola sconcia che indica la virilità maschile. Così per alcuni jazz music sarebbe quindi stata "musica da eiaculazione" per la sua presenza nei bordelli, per altri avrebbe inizialmente significato "musica da poco" ovvero - in positivo - "musica effervescente". Se anche questo fosse vero, è molto probabile che questa associazione si fosse persa nel 1913 o difficilmente la parola sarebbe stata stampata su un quotidiano.
Ad ogni modo dopo che la parola "jazz" fu resa famosa, essa si arricchì rapidamente di connotazioni anche negative al punto da essere talvolta utilizzata come epiteto: un noto esempio è un articolo molto critico del "Times Picayune".
Altri ritengono che la parola jazz derivi da Jar, che in inglese significa vaso. In effetti, i primissimi suonatori di colore usavano dei vasi rovesciati come percussioni: da qui, dall'inglese "to play jares" suonare dei vasi, delle giare oppure dei barattoli nascerebbe l'espressione. Suonare con dei vasi la cui pronuncia è la stessa di "to play jazz". Pian piano sarebbe diventato appunto Jazz.

## Le origini

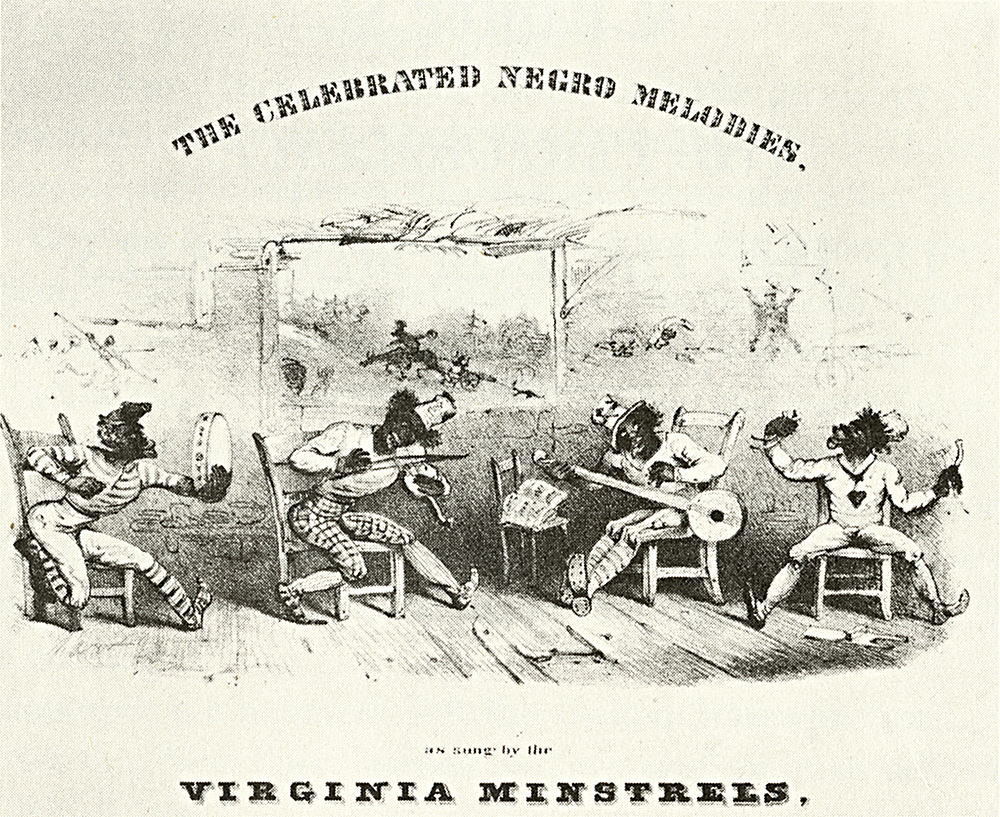
I Virginia minstrels (1843)

Molti sono gli antenati del jazz: reminiscenze della musica africana, canti e richiami di lavoro, canti religiosi spiritual delle chiese protestanti, canto blues degli afroamericani, ragtime pianistico di derivazione euro-americana, musica europea per banda militare e perfino e chi dell'opera sono i più importanti elementi che hanno contribuito a questa fortunata e geniale sintesi artistica. Da questo substrato musicale emerse, alla fine dell'Ottocento, un canto individuale che venne chiamato blues e che ebbe una vasta diffusione, anche attraverso i nascenti canali commerciali, tra la popolazione afroamericana. La combinazione armonica e melodica che si trova nel blues non ha riscontro nella musica occidentale (eccetto almeno una ballata irlandese risalente al 1600 che ha struttura in 12 battute e giro armonico tipico del blues più arcaico e tradizionale) e si ritrova nel jazz fino dalle origini.
Le radici del jazz affondano nella cultura musicale africana della vita di tutti i giorni degli schiavi neri (sebbene molto contaminata dalle culture europee, soprattutto inglesi e francesi, dominanti nel sud degli Stati Uniti). Queste persone avevano con sé una tradizione che esprimevano mentre lavoravano (i cosiddetti "field hollers" e "work song"), mentre pregavano (gli "spiritual", che negli anni trenta del XX secolo avrebbero dato origine al "gospel") e durante il loro tempo libero. Già nel 1819 l'architetto Benjamin Latrobe lasciò testimonianze scritte e disegni di feste di schiavi che si riunivano in Congo Square, una piazza della città, per ballare e suonare usando strumenti e musiche improvvisate.
Nel corso del XIX secolo e soprattutto nella seconda metà, le tradizioni musicali afroamericane iniziarono a trovare eco in spettacoli d'intrattenimento, attraverso varie forme di rappresentazione, delle quali forse le più famose erano i "Minstrel show" che in una cornice carica di stereotipi razziali rappresentavano personaggi tipo dell'afroamericano. Le musiche di scena di questi spettacoli erano rielaborazioni di musiche afroamericane. 

### Chicago e il Midwest

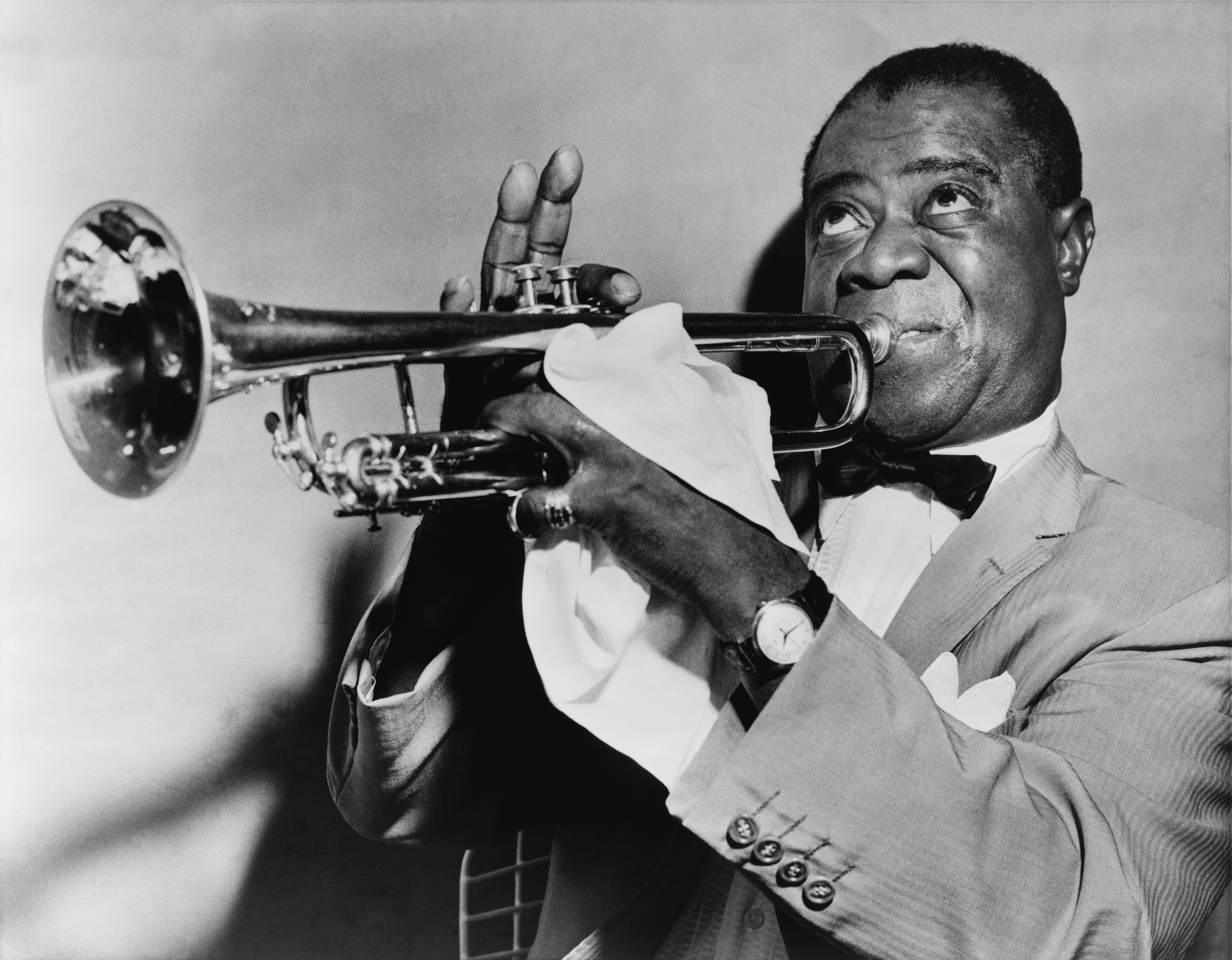
Louis Armstrong negli anni cinquanta

La migrazione degli afroamericani dal Sud al Nord degli Stati Uniti, che ebbe luogo tra il 1910 e il 1920, portò con sé anche molti musicisti di New Orleans, attratti dai maggiori guadagni che venivano offerti ai musicisti al Nord e, secondo molte testimonianze, anche dalla decadenza dell'intrattenimento a New Orleans, che viene fatta coincidere simbolicamente, con la chiusura di Storyville, il quartiere a luci rosse di New Orleans, che avvenne nel 1917 ad opera del Ministero della Guerra: la tradizione vuole che il jazz fosse nato e avesse prosperato nei bordelli del quartiere. Molto probabilmente l'importanza di Storyville per il jazz è stata esagerata, ma è certo che molti protagonisti vi suonarono, e che, forse anche a causa di questo, fin dagli inizi il jazz ebbe una pessima reputazione. Il jazz veniva spesso portato al Nord sui battelli che risalivano il Mississippi, che assumevano orchestre come intrattenimento di bordo. La meta di molti dei musicisti fu Chicago, città che attrasse anche King Oliver, e attorno alla quale si creò una scuola da cui emersero molti protagonisti soprattutto bianchi, tra cui Bix Beiderbecke, Frankie Trumbauer (primo sassofonista americano - il sassofono era stato brevettato nel 1846 a Parigi ed esportato al seguito delle bande militari), Pee Wee Russell.
Il decennio tra il 1920 e il 1930 viene denominato “epoca d’oro” della musica jazz. I jazzman neri furono d’ispirazione per quel gruppo di musicisti bianchi che viveva a New Orleans, contribuendo in modo definitivo alla nascita della scuola jazzistica bianca nata a Illinos, ereditò il nome dalla città di origine. L’anno del 1918 fu decisivo per l’evoluzione del jazz nero di Chicago, sia per l’arrivo di King Oliver, ma anche perché ci fu un grande flusso migratorio a Chicago, specialmente a New Orleans.
Dal punto di vista musicale il suono contrappuntistico e d'insieme (normalmente con esposizione del tema alla cornetta, supporto armonico affidato agli arpeggi del clarinetto il tutto legato dalle frasi e dagli effetti di glissato del trombone e con improvvisazioni collettive finali) delle formazioni di New Orleans cede il passo ad uno stile in cui domina la performance del solista (grazie anche ad una nuova generazione di musicisti più preparate tecnicamente), mentre iniziano ad emergere figurazioni ritmiche più sofisticate di quelle di derivazioni bandistica. 
I musicisti bianchi di Chicago suonavano con grande passione in posizioni strane, in piedi sulle casse. Il loro intento era quello di ricreare la musica di New Orleans e fonderla con quella borghese di Chicago, per raggiungere la tanto attesa perfezione di stile.
Nasceva così l’“hot solo”, reale fase di innovazione di questa musica. Un musicista fra tutti, Pee Wee Russel, diventerà una struttura portante di questa musica, nella stagione del middle jazz. Uno degli eventi più significativi di questo periodo è il fatto che per la prima volta musicisti bianchi e neri si ritrovarono a suonare insieme negli stessi gruppi.
La figura principale del periodo è Louis Armstrong, che fu chiamato a Chicago dal "Re" di New Orleans King Oliver. Dopo alcuni mesi con il gruppo di Oliver, Armstrong (con le storiche registrazioni dei suoi gruppi, gli Hot Five e gli Hot Seven), nel 1925 si affermò come il trombettista simbolo del movimento (Armstrong è considerato il più prolifico e talentuoso musicista jazz di tutti i tempi). Alla richiesta di scrivere una storia della musica Jazz, Miles Davis rispose: "La storia del jazz si scrive in quattro parole... Louis Armstrong, Charlie Parker".
Sono gli anni che vedono anche la nascita dell'industria discografica: nel 1917 viene pubblicato quello che viene considerato il primo disco di musica jazz, ad opera di Nick La Rocca un cornettista di origini siciliane. Nel 1920, la cantante blues Mamie Smith incide "Crazy Blues", che vende un milione di copie e fa esplodere il settore delle incisioni dedicate ai neri, i cosiddetti "race records" (registrazioni razziali), che fanno decollare la carriera di molti musicisti, tra cui molti cantanti di blues, dei quali forse la più famosa è Bessie Smith.
Chicago infatti era anche la città che ospitava il blues e lo è tuttora, soprattutto all’interno del quartiere del Market, dove questa musica continua a riecheggiare tra le strade.
L’emigrazione del Sud aveva portato oltre ai jazzmen anche tanti bluesmen. Quest’ultimi erano vagabondi e venivano infatti definiti “Hobos”: viaggiavano nascosti per trovare un po’ di lavoro e fortuna a Chicago e talvolta erano accompagnati da uomini che li dirigevano perché molti di loro erano ciechi fin dalla nascita o a causa della loro vita malsana.
Dal Blues per pianoforte è derivato un altro stile molto famoso in questi anni: il Boogie-Woogie. Quest’ultimo rievocava negli ascoltatori l’immagine delle avventure dei neri del Sud sradicati perché i musicisti, tramite l’accompagnamento musicale, ricordavano l’assordante rumore dei treni che correvano sulla strada vicino al South Side. Il fondatore di questo genere musicale è Jimmy Yancey, la caratteristica principale del suo stile musicale era proprio il fatto che il vibrato che caratterizza gli strumenti a fiato, venne trasferito sul pianoforte grazie ad un ingegnoso gioco di mani.
Il legame tra il blues e il jazz durante questi anni vive in maniera sotterranea, a causa della connotazione fortemente razziale e la fama di scarsa raffinatezza del blues: si vedranno musicisti bianchi che assumono pseudonimi neri per incidere il blues, mentre i jazzisti, che si rivolgevano al pubblico bianco dei locali notturni, per lungo tempo eviteranno di suonare il blues in pubblico. Si deve notare come molti dei brani che in questo periodo contengono la parola blues nel titolo non siano affatto blues ed usino il termine solo per il suo effetto coloristico.

## L'era delle big band e l'età dello swing (1930-1940)

### Lo Swing

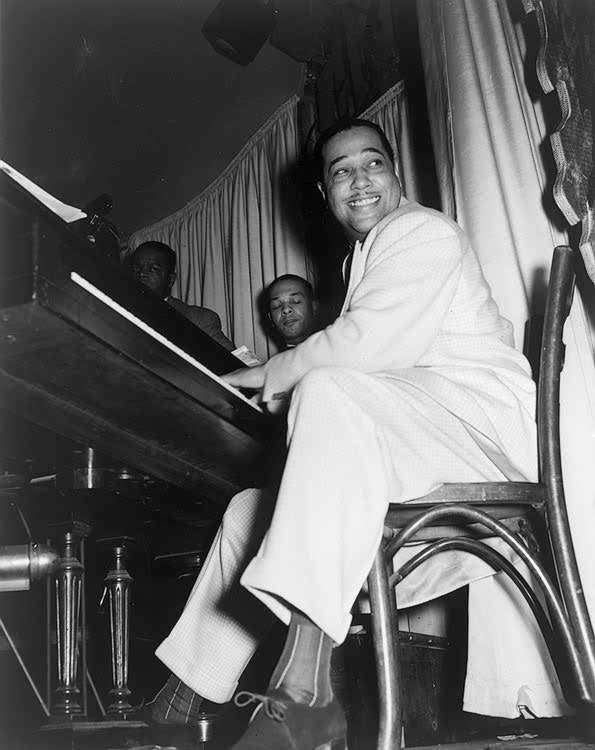
Duke Ellington

Dopo la jazz age (i ruggenti anni venti), si sviluppò lo swing, affermandosi come musica da ballo e dilagando negli speakeasy, i locali in cui si vendeva clandestinamente il liquore vietato dal proibizionismo. Molti protagonisti, tra cui il sassofonista Sidney Bechet fecero tournée in Europa. Videro in questo periodo la luce anche le prime Big band - si ricorda quella di Fletcher Henderson, che vide tra le sue file anche Armstrong - che trovavano ottime opportunità commerciali nelle grandi sale da ballo, quali il Roseland e il Savoy di New York. A testimoniare la popolarità delle orchestre in questo periodo, la stampa incoronò "Re del jazz" Paul Whiteman, un direttore d'orchestra bianco che canonizzò la formazione delle orchestre da ballo dell'epoca, introducendo ad esempio la sezione di sassofoni, e noto tra l'altro per aver commissionato a George Gershwin il brano "Rapsodia in blu", che fondeva elementi jazzistici in una cornice compositiva di derivazione classica.

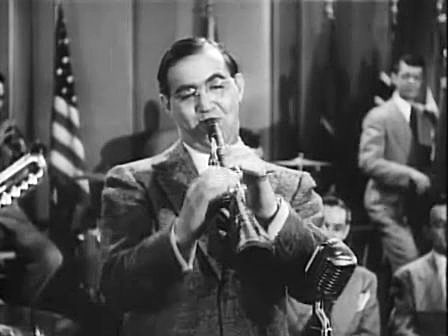
Benny Goodman nel film Stage Door Canteen

Tutti si erano accorti del jazz, lo si ascoltava e se ne parlava. Anche a Hollywood, dove si iniziarono a produrre film in cui la musica jazz aveva un ruolo da protagonista, o indirettamente come commento all'azione, chiamando alcuni dei musicisti più in vista del momento a prendervi parte (spesso solo con fugaci apparizioni). La segregazione razziale, che era stato fino ad allora la regola nelle orchestre di jazz così come nei locali, iniziò in quegli anni a perdere un po' della sua compattezza, grazie anche al coraggioso esempio di direttori d'orchestra come Goodman e Shaw che portarono in tournée gli artisti afroamericani Roy Eldridge e Billie Holiday.
La depressione economica - iniziata col crollo di Wall Street nel 1929 e la fine del proibizionismo - posero fine all'età del jazz come era stata fino ad allora conosciuta. La radio assunse il ruolo di diffusione che era stato fino a poco prima giocato dai dischi e le orchestre jazz che le emittenti trasmettevano dal vivo in programmi con nomi come "Let's Dance" (cioè "Balliamo", il programma che rese celebre l'orchestra di Benny Goodman nella parte occidentale degli Stati Uniti) assursero ai primi posti delle classifiche musicali dell'epoca, rendendo popolari i nomi di Benny Goodman (cui la stampa attribuì il titolo di "Re dello Swing"), Artie Shaw (che, in concorrenza con Goodman, si attribuì il titolo di "Re del Clarinetto"), Duke Ellington - la cui orchestra animò per anni, con un repertorio innovativo ed estremamente originale, le notti del famoso Cotton Club, Cab Calloway - un altro "re" del Cotton Club, Woody Herman, Count Basie, Ella Fitzgerald, Glenn Miller. Il successo di questi programmi e delle orchestre che vi suonavano fu accompagnato dal diffondersi di nuovi balli, quali il jitterbug (e il suo discendente jive) e soprattutto lo swing che finirono per dare al decennio il nomignolo di "età dello swing". Goodman, che assunse Fletcher Henderson come arrangiatore, fu il dominatore di gran parte del decennio, con un successo che culminò nel 1938 con un concerto nel tempio newyorkese della musica colta, la Carnegie Hall, concerto al quale Goodman fece partecipare come ospiti solisti provenienti da tutte le maggiori orchestre del momento. Musicalmente, la maggior parte delle orchestre jazz fondeva lo stile di Chicago con l'organico delle orchestre da ballo, anche se le formazioni più innovative (Ellington, Basie) contribuirono in modo sostanziale alla definizione di uno stile e di un repertorio originale.
New York, grazie all'ambiente favorevole creato dalla compresenza della fiorente industria discografica e dello spettacolo,, un'attivissima vita notturna che (ancorché spesso dominata dalla malavita) alimentava numerosissime sale da ballo e locali notturni, e - nel quartiere di Harlem - una folta comunità di colore che stava sperimentando un periodo di relativa prosperità, acquisisce in questi anni un ruolo centrale che non abbandonerà più, attirando molti musicisti tanto dal Sud quanto dal Midwest: è qui che Henderson stabilisce la sua orchestra ed è qui che si trasferisce, dalla nativa Washington, il giovane Duke Ellington.

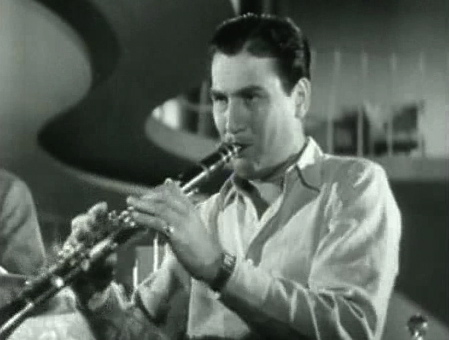
Artie Shaw nel 1940

Verso la metà degli anni trenta, anche a seguito dei primi disordini razziali - si ricorda la rivolta ad Harlem nel 1935 - New York vide la decadenza dei locali per bianchi nei quartieri neri (tra cui il famoso Cotton Club) mentre le zone attorno a Broadway, alla Cinquantaduesima strada, e al quartiere universitario del Greenwich Village si popolarono di locali che avevano piccole formazioni jazz come attrazione principale. Le stelle di questi locali erano Billie Holiday, Art Tatum, Fats Waller, Coleman Hawkins, Lester Young. Lo stile che nacque in questi locali era rilassato e notturno, esemplificato dall'interpretazione di Body and Soul data in quegli anni da Hawkins, che fu anche uno degli strumentisti che resero il sassofono tenore la voce dominante del jazz.
Dal punto di vista musicale, mentre si afferma sempre di più la figura del solista, il repertorio si orienta in maniera predominante sulla forma della canzone in 32 battute, che può essere un tema originale o - più spesso - essere derivato da canzoni in voga, da musical o da film (non si deve dimenticare che in questi anni sono attivi nell'industria dello spettacolo alcuni formidabili autori, tra cui George Gershwin e il fratello Ira, Irving Berlin, Cole Porter, e più tardi Jerome Kern): inizia così la compilazione di un repertorio di brani noti a tutti i musicisti jazz, detti standard che diventerà una delle caratteristiche del jazz per piccola formazione. Di conseguenza la ritmica abbandona i due quarti tipici del periodo di New Orleans ed è sempre più spesso in quattro quarti.
Anche lo stile dell'improvvisazione si trasforma. Alle variazioni melodiche e tematiche tipiche dello stile di Chicago, si sostituisce gradualmente uno stile verticale, che fa un uso intensivo degli arpeggi sugli accordi che sostengono l'armonia del brano.

### Kansas City
Uno stile jazzistico più rivolto al blues e con caratteristiche meno urbane di quello newyorkese veniva in quegli anni praticato dalle orchestre di Kansas City, luogo di fondazione dell'orchestra di Count Basie. In questa città si formarono molti protagonisti degli anni che seguirono.

### L'Europa
In Europa si guardava con grande interesse al jazz e gli artisti che venivano sul continente a dare concerti ricevevano ottime accoglienze, rese ancora migliori dalla relativa assenza della segregazione razziale e dei pregiudizi che ancora imperavano in America. Questo fece sì che molti jazzisti intraprendessero lunghe tournée in Europa (Coleman Hawkins e Sidney Bechet tra gli altri) provocando la nascita di molti gruppi di imitatori. Questa relazione del jazz con l'Europa avrebbe subito una battuta d'arresto nel corso del secondo conflitto mondiale solo per riprendere con ancora maggior vigore negli anni del dopo guerra.
Almeno un musicista europeo riuscì in questo periodo a guadagnarsi una fama che avrebbe attraversato l'oceano in senso opposto, ottenendo una grande notorietà tra i jazzisti americani. Si tratta di Django Reinhardt, un chitarrista belga di origini gitane che fuse in maniera apparentemente improbabile swing e musica tzigana, guadagnandosi il rispetto dei colleghi americani (che avrebbe incontrato nel loro paese solo verso la fine della sua vita) attraverso le incisioni dei gruppi che formò assieme al violinista francese Stéphane Grappelli.

## Il bop: trasformazione di un genere (1940-1950)
L'avvento della seconda guerra mondiale, con le ristrettezze e le incertezze che ne conseguirono, pose fine al periodo delle grandi orchestre, la maggior parte delle quali, nel corso del decennio, dovettero sciogliersi.

### Bebop

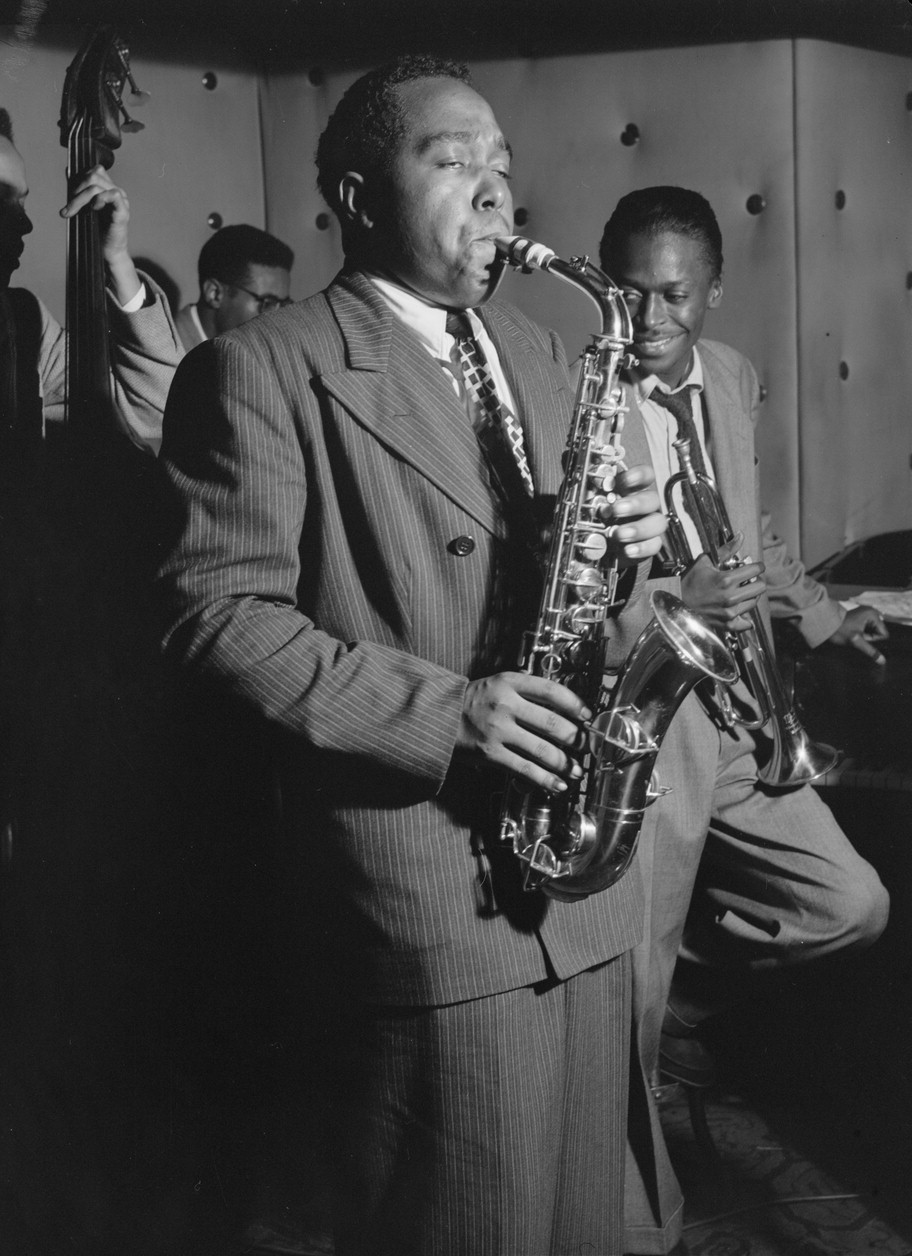
Charlie Parker

Attorno al 1945, da un gruppo di giovani musicisti che si ritrovano a tarda ora alle jam session che si tenevano in due locali di Harlem, il Minton's Playhouse e il Monroe's, nacque uno stile jazzistico nuovo. Questo stile che, con una parola, ricordava il suono di una cadenza caratteristica di due note che ricorreva nei brani in esso eseguito, venne prima detto rebop, poi bebop o semplicemente bop: "Be-Bop" fu anche il titolo di un brano inciso da Dizzy Gillespie nel 1945, che si può dire che segni l'inizio ufficiale del movimento. Il bebop riprendeva molte delle lezioni della musica recente, insegnate da protagonisti come Coleman Hawkins, Art Tatum e Lester Young, aggiungendovi un nuovo approccio al trattamento armonico dei brani, tempi velocissimi, propulsione ritmica non convenzionale e, per la prima volta dalla nascita del jazz, scarsissimo riguardo per la ballabilità e commerciabilità della produzione musicale. I pionieri indiscussi del genere furono l'altosassofonista Charlie Parker e il trombettista Dizzy Gillespie. Parker - che era detto Bird o Yardbird - fu, come già Bix Beiderbecke prima di lui, una figura esemplare di genio autodistruttivo (morì ad appena 35 anni); Gillespie era molto più disciplinato e portato a prendersi cura degli aspetti organizzativi ed economici della propria attività. Nel breve periodo in cui suonarono assieme i due formalizzarono e resero popolare lo stile che avevano inventato, documentato in una serie di incisioni storiche che essi fecero per la "Dial Records". Altri protagonisti del bop divennero allora nomi conosciuti: il pianista e compositore Thelonious Monk e il suo amico (anch'egli pianista) Bud Powell, il batterista Kenny Clarke, i trombettisti Clifford Brown e Fats Navarro, i sassofonisti Sonny Rollins e Sonny Stitt, il batterista Max Roach sono solo alcuni dei protagonisti di questo movimento.
Gillespie e Parker finirono per separarsi, soprattutto a causa delle intemperanze di Bird, che, dopo una permanenza in California, tornò a New York alla testa di un gruppo di cui fece parte, per diverso tempo, il giovane Miles Davis. Dizzy continuò anch'egli la propria carriera da leader, spesso alla testa di orchestre.
Il bebop si caratterizzò come un movimento di musicisti, più che di direttori d'orchestra e di compositori, come testimonia il fatto che le innovazioni da esso apportate non riguardarono praticamente la forma dei brani, che continuò ad essere dominata dalla canzone in trentadue battute AABA e dal blues. Si trattò inoltre di un movimento coscientemente afroamericano: Gillespie ed altri ricordano che una delle motivazioni della loro ricerca era trovare un tipo di musica che i bianchi non potessero copiare. Oltre all'esasperazione ritmica e all'accento che poneva sul virtuosismo strumentale, il bebop trasformò l'approccio armonico, infittendo il tessuto accordale dei pezzi dove trovavano largo impiego accordi di quinta diminuita e toni di colore, e conferendo un andamento orizzontale all'improvvisazione.
Gli atteggiamenti esteriori e lo stile di vita dei boppers, almeno quanto la loro musica, guadagnarono loro l'avversione dei benpensanti e l'attenzione del movimento culturale Beat, per molti esponenti del quale (Jack Kerouac, Allen Ginsberg, Lawrence Ferlinghetti) i bopper divennero un punto di riferimento musicale, che citavano nelle loro opere, indicando in Charlie Parker la musa del genere.

### Cool Jazz

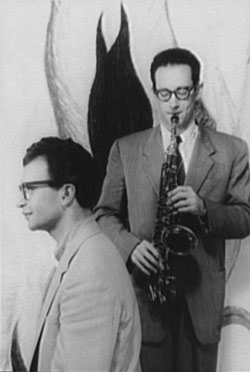
Dave Brubeck e Paul Desmond, 8 ottobre 1954.

Gli atteggiamenti - non solo musicali - e le dichiarazioni dei bopper crearono una frattura generazionale con molti dei musicisti che li avevano preceduti (uno dei più noti critici dei bopper fu Louis Armstrong). La frattura si estese anche al grande pubblico che proprio in questo periodo abbandonò il jazz per rivolgersi ad altri generi: il jazz, dopo avere dominato le classifiche per decenni, divenne quasi di colpo una musica d'arte, che cercava il suo pubblico tra gli artisti e gli intellettuali. Avvertendo gli umori del pubblico, in gran parte sfavorevoli alle complessità e alle asprezze del nuovo genere, Gillespie tentò di smussarne gli spigoli in vari modi: uno dei più proficui si rivelò la contaminazione della sua musica con elementi di musica tradizionale cubana. Per un anno, Dizzy collaborò con musicisti cubani, specialmente con il conguero Chano Pozo, creando un genere misto, che fu per qualche tempo chiamato "Cubop", da cui iniziò il rapporto tra jazz e musica latino-americana che avrebbe dato altri buoni frutti in futuro, a partire dall'esperienza, che ebbe grande successo, delle incisioni di jazz samba realizzate da Stan Getz nella seconda metà degli anni cinquanta.
La reazione agli aspetti più estremi dello stile bebop iniziò già alla fine del decennio 1940, ad opera di musicisti che avevano militato (e che a volte continuarono a farlo) nel movimento boppistico. Questo movimento, che dalle sue caratteristiche melodiche e rilassate, prese il nome di cool jazz si sviluppò tra la fine degli anni quaranta e l'inizio degli anni cinquanta e fu uno dei primi casi in cui uno stile nato a New York migrò sulla Costa Occidentale degli Stati Uniti, trovando più seguaci in California che nella zona di origine. La data di nascita convenzionale del movimento viene di solito fissata nel 1949, con la registrazione dell'album "Birth of the Cool" ad opera di un nonetto capeggiato dal trombettista Miles Davis e condotto dall'arrangiatore Gil Evans, e che annoverava nei suoi ranghi molti dei protagonisti del cool jazz: Gerry Mulligan, Lee Konitz, John Lewis, per citarne solo alcuni. Altri protagonisti del movimento cool sarebbero stati il trombettista Chet Baker (che si rivelò attraverso la sua partecipazione ad un famoso quartetto capeggiato da Gerry Mulligan, quartetto caratterizzato dall'assenza del pianoforte e che fu per questo detto "pianoless"), i pianisti Lennie Tristano e Dave Brubeck, i sassofonisti Stan Getz e Paul Desmond. Molti dei musicisti che presero parte al movimento cool non erano di New York, o si erano trasferiti da New York alla California, che venne associato a questo stile al punto che esso venne anche chiamato "West Coast Jazz". Un'importante eccezione fu costituita dal Modern Jazz Quartet, un gruppo interamente afroamericano diretto da John Lewis che per decenni propose una musica che fondeva l'estetica cool con elementi e sonorità derivanti dalla musica classica (soprattutto barocca) europea.
Come il bop, anche il cool jazz piaceva soprattutto ad un pubblico di nicchia, il cui esemplare tipico veniva spesso descritto come un giovane universitario bianco. Tranne per rari episodi (ad esempio il brano "Take Five" che, scritto da Paul Desmond ed eseguito dal quartetto di Dave Brubeck, avrebbe scalato le classifiche alla metà del decennio successivo) il divorzio tra il jazz e il grande pubblico era definitivamente sancito.

### Hard Bop
Nello stesso tempo (siamo ormai all'inizio degli anni cinquanta) i bopper sentivano il bisogno di una maggiore accettazione da parte dell'industria dell'intrattenimento, e abbandonato il periodo dello sperimentalismo iniziarono a creare formazioni il cui scopo era fare musica più orecchiabile non tanto per il grande pubblico, (fedele al genere pop e che presto avrebbe cominciato ad ingrossare il pubblico di un nuovo genere chiamato rock) quanto per il pubblico colto di classe media che aveva trovato nel jazz la colonna sonora ideale per le proprie serate. 

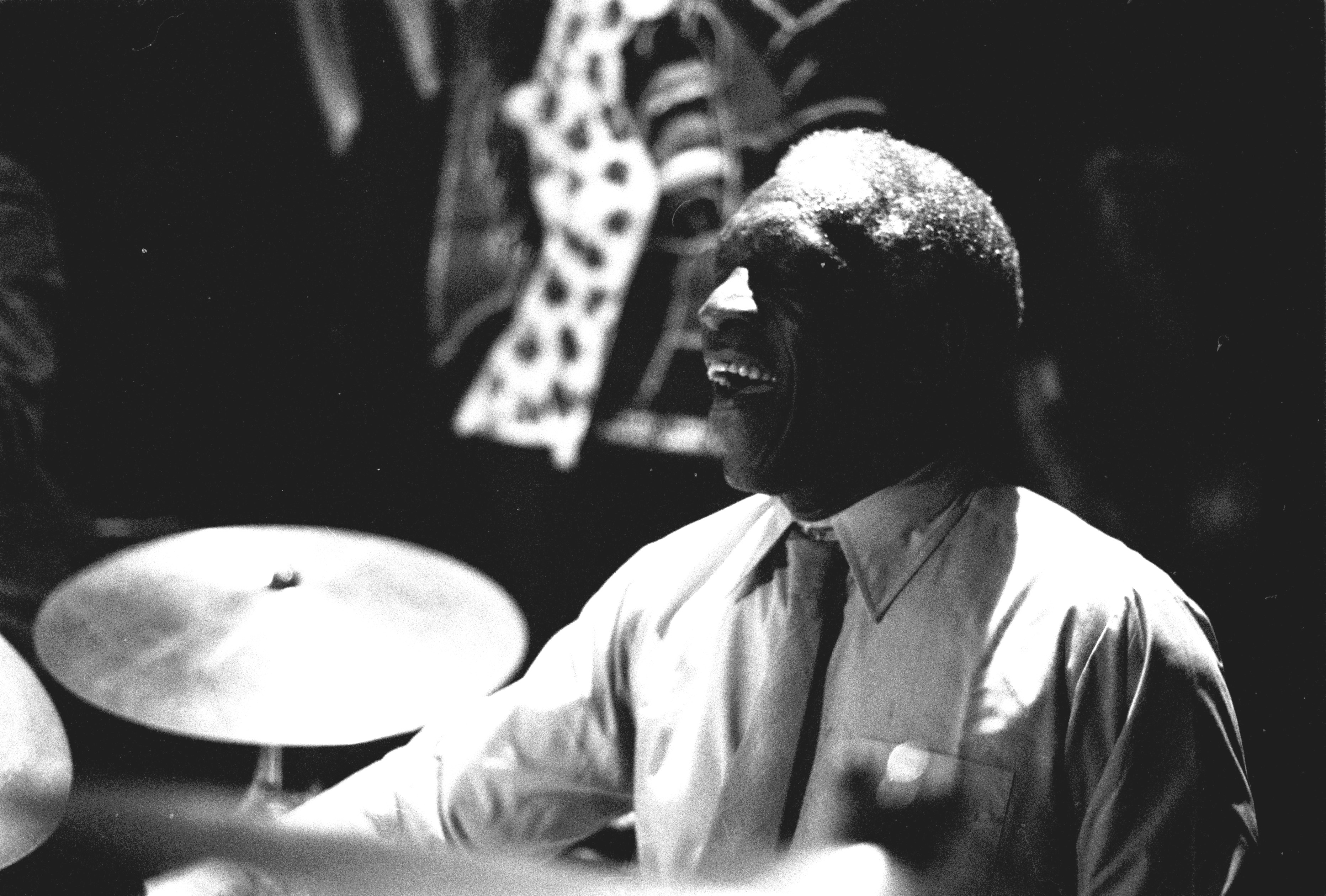
Art Blakey, "Buhaina".

 Mentre lo stile di vita autodistruttivo esemplificato da Parker apriva vuoti tra le loro file (lo stesso Parker morirà, non ancora trentacinquenne, nel 1955) i giovani musicisti che erano stati i protagonisti del movimento bebop e che non sottoscrissero all'estetica cool addomesticarono il bebop che in parte mutò volto e nome divenendo hard-bop. Tra i protagonisti dell'hard bop bisogna almeno ricordare Art Blakey, che, con il gruppo Jazz Messengers da lui diretto avrebbe calcato per quasi un trentennio i palcoscenici di tutto il mondo, e Horace Silver, che creò una musica dalle sonorità variegate, che rievocano le sue origini capoverdiane che nel corso degli anni sessanta assunse colorazioni funk.
Tra coloro che proseguirono la propria carriera nel solco dell'hard bop, è anche notevole l'esperienza di Miles Davis che con una formazione nota come "primo quintetto" (comprendente John Coltrane, Red Garland, Paul Chambers e Philly Joe Jones) incise una serie di album che costituiscono un significativo compendio dello stile del jazz del periodo. Divenuta un sestetto dopo l'aggiunta di Julian Cannonball Adderley e (con il successivo inserimento di Bill Evans al piano) questa formazione è ricordata come una delle più grandi nell'ambito jazz, e la registrazione di "Kind of Blue" uno degli album fondamentali di ogni discografia jazz.
Nonostante le difficoltà, non tutte le orchestre avevano chiuso i battenti. Oltre alla persistenza dei veterani Count Basie e Duke Ellington, si ricordano le orchestre di Woody Herman, che lanciò molti importanti solisti e furono in attività fino agli anni ottanta e quella di Stan Kenton, che perseguì un approccio al jazz personale di tipo compositivo e quasi sinfonico. Originali e di grande successo furono anche le collaborazioni di Miles Davis con le formazioni orchestrali dirette da Gil Evans, che proseguivano il sodalizio iniziato ai tempi di "Birth of the Cool". Un'esperienza significativa di questo periodo è quella del contrabbassista Charles Mingus che, spesso dirigendo formazioni di grandi dimensioni (ma in genere inferiori ad un organico orchestrale) e traendo ispirazione dalle tendenze più progressiste della musica di Ellington, per cui nutriva un'ammirazione immensa, si segnalò come uno dei compositori e dei direttori più originali del periodo. Da segnalare anche il pianista Cedar Walton, che risultò essere spesso a fianco di molti musicisti dell'hard bop.

## L'età delle avanguardie (1960-1970)

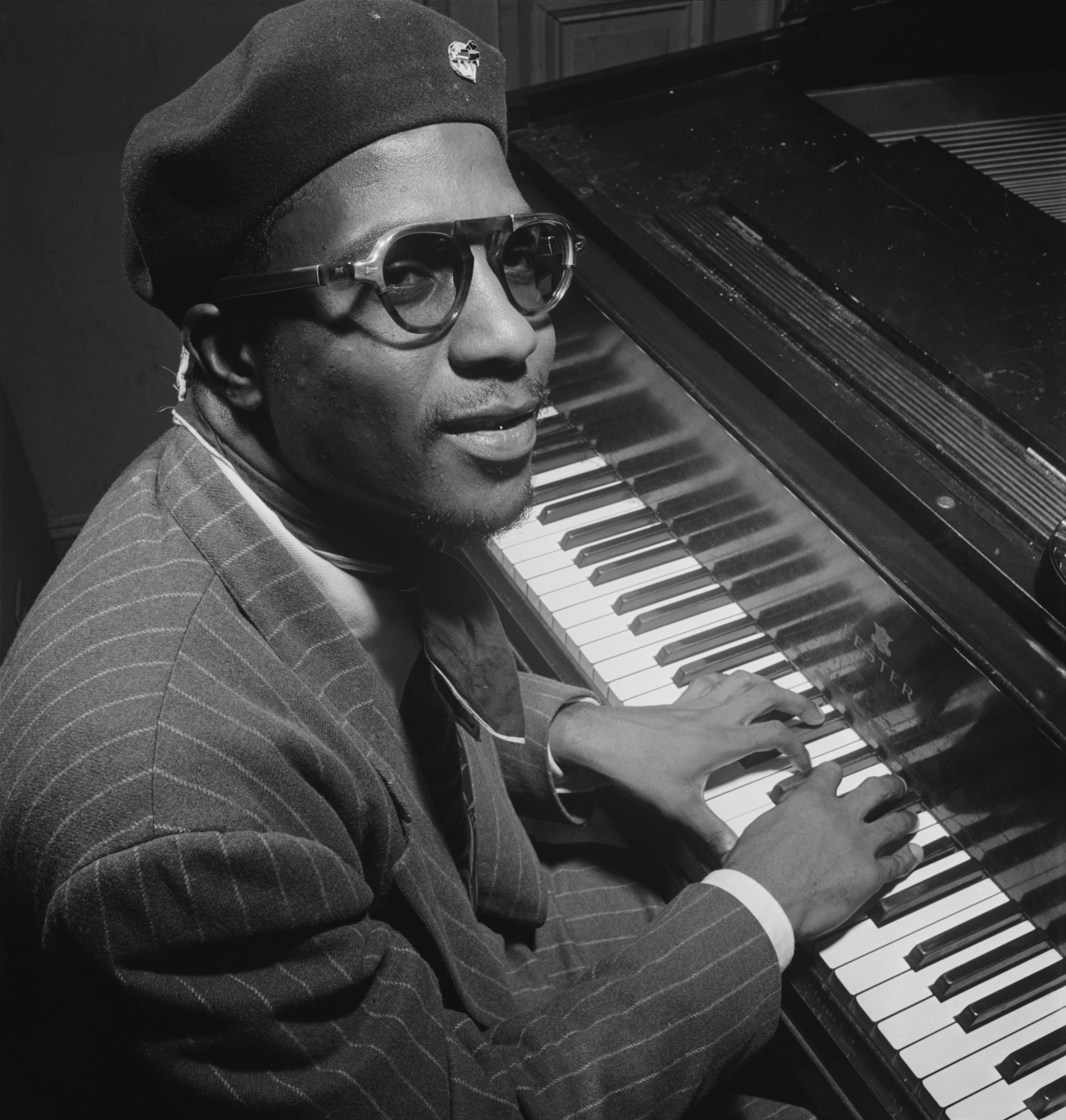
Thelonious Monk nel 1947 a New York

Gli anni sessanta segnarono per gli Stati Uniti la fine dell'"età dell'oro" di Eisenhower e inaugurarono un periodo di profondi mutamenti, in cui la musica in generale e il jazz in particolare non furono estranei.
Molti musicisti acuirono la propria consapevolezza sociale nell'epoca delle lotte della popolazione afroamericana per la conquista della parità dei diritti civili negli Stati del Sud: molti musicisti (tra i più notevoli Max Roach, Sonny Rollins, Charles Mingus) crearono composizioni dedicate al movimento con titoli significativi quali "Freedom Suite" (suite della libertà) e diedero vasta eco al proprio impegno sociale. Perfino Louis Armstrong, che godeva di un'immensa popolarità anche al di fuori dei ranghi del pubblico del jazz ed era solito separare strettamente la propria vita privata dalla propria immagine pubblica, rifiutò di partecipare ad una tournée all'estero organizzata dal dipartimento di stato in segno di protesta per il trattamento dei neri negli Stati del Sud.
Un'altra forza che cambiò la forma del jazz fu l'emergere di un vasto mercato di massa rivolto ai giovani, i cui gusti andavano alle sonorità più nuove ed orecchiabili della musica rock, funky e soul, celebrate in enormi concerti di massa che regalavano agli artisti che vi partecipavano e alle case discografiche che li sostenevano vendite senza precedenti. Mentre molti dei musicisti dei decenni precedenti scomparvero nell'oscurità, o emigrarono in Europa dove il clima era più favorevole, ed altri semplicemente aderirono ai nuovi movimenti, altri scelsero di cercare di fondere il jazz con le nuove sonorità e modi di produzione.

### Jazz Modale
Alla fine degli anni cinquanta, tanto il bebop quanto l'hard bop si erano irrigiditi in un ritualismo abbastanza ripetitivo che era in parte indotto dalle semplici forme musicali (blues e canzone) che dominavano il repertorio e che inducevano gli autori a cercare, con poco successo, di introdurre novità complicando la struttura armonica dei brani.
Furono il lavoro teorico di George Russell e le conseguenti composizioni e incisioni seminali di Bill Evans, Miles Davis e il suo sestetto (e soprattutto il già citato Kind of Blue) ad introdurre uno stile compositivo e improvvisativo basato essenzialmente sulle scale musicali (modi) anziché sugli accordi, che nelle composizioni di questa scuola erano essenzialmente statici. La sfida per il solista veniva dalla direzione dell'immaginazione armonica più che dall'aderenza al concetto armonico del brano.
Il jazz modale, nato alla fine degli anni 1950, venne esplorato a pieno nella prima metà del decennio successivo. I caposcuola di questa esplorazione furono due fra i fondatori del genere: Miles Davis - alla testa di un nuovo quintetto composto da Herbie Hancock, Wayne Shorter, Ron Carter e Tony Williams, e John Coltrane, accompagnato da McCoy Tyner, Elvin Jones (un batterista che creò un vocabolario nuovo e originale nell'ambito della ritmica jazz) e Jimmy Garrison.

### Fusion

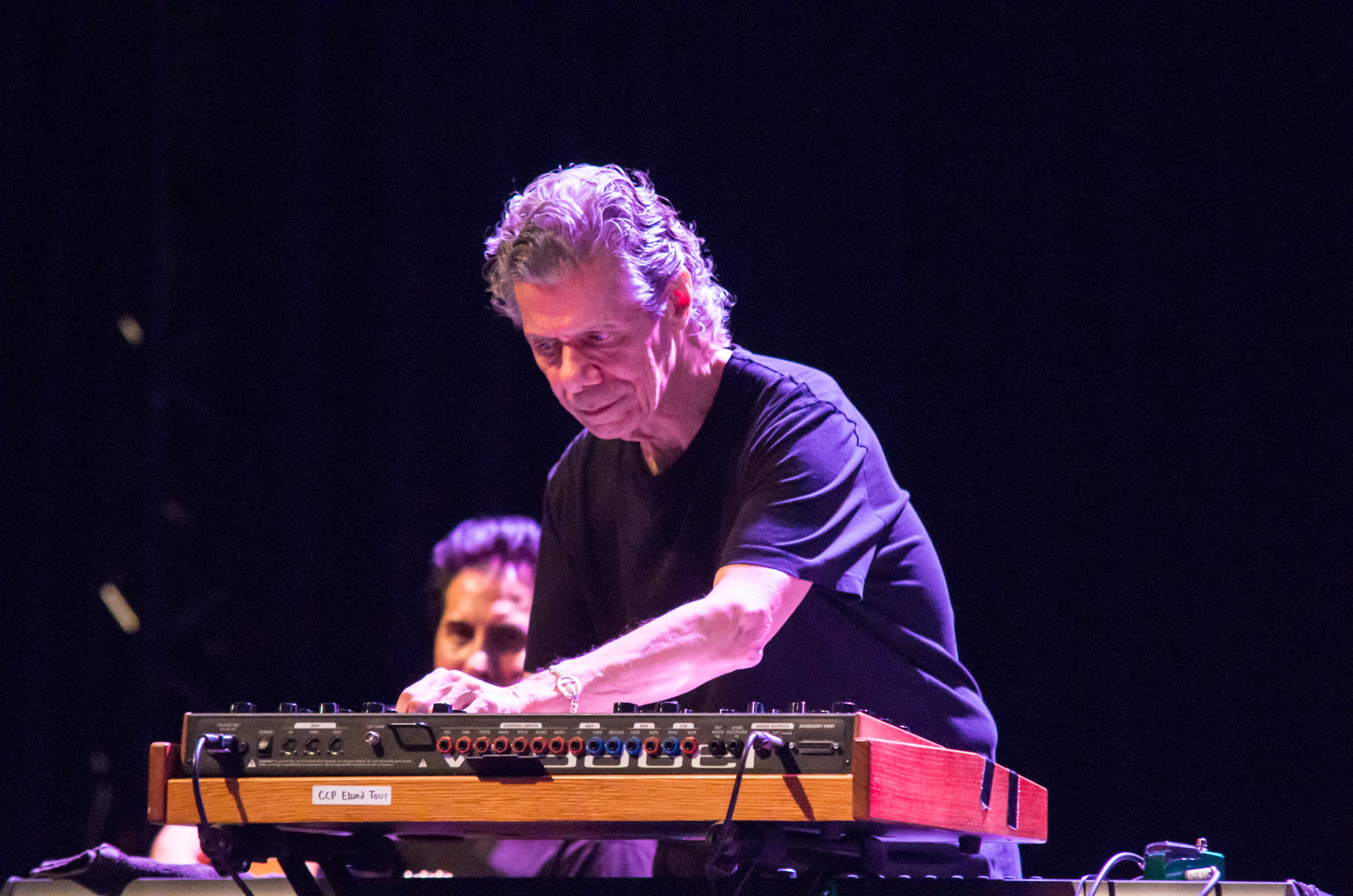
Chick Corea

Negli anni settanta alcuni musicisti jazz sentono il bisogno di allargare i propri confini.
Vogliono fare nuove esperienze in quanto sentono che tutte le strade sono state già percorse.
È l'epoca degli strumenti elettrici, fra tutti chitarre e tastiere.
Molti cercano la direzione più commerciale e il desiderio di confrontarsi con gli idoli dei giovani, chitarristi e cantanti rock ma Miles Davis prima, Herbie Hancock, Weather Report e molti poi, promuovono nuova musica ispirandosi al funk, al rock e al soul.
In quegli anni si mescolano stili diversi facendo nascere un vero e proprio genere definito Jazz-rock o Fusion o Jazz elettrico.
Secondo alcuni storici le strade del jazz e quelle del rock cominciarono a mescolarsi fra il 1967 e il 1968 quando il vibrafonista Gary Burton, il flautista Herbie Mann, il trombettista Don Ellis ed altri, adottarono nelle loro band alcuni strumenti elettrici donando al loro jazz un velo rock inizialmente tenue ma poi sempre più osservabile.
Fra i primissimi gruppi di jazz rock si segnalano per importanza i Fourth Way, fondati nel 1968 da Yusef Lateef e Mike Nock, entrambi destinati ad influenzare uno dei musicisti più importanti di questo genere, Joe Zawinul.
Il jazz, comunque, resiste all'elettrificazione per tutti gli anni sessanta.
L'incontro tra jazz e rock avviene, fisicamente, nelle strade, nelle manifestazioni per i diritti civili e contro la guerra, nelle università occupate e si espande nelle cantine dove si suona il jazz e il rock e sui palchi dove il jazz ed il rock si danno il cambio.
Il rock cerca nel jazz il fulcro della sua liberazione, e a sua volta il jazz cerca nell'elettricità del rock una nuova accessibilità a comunicare.
Ci vorrà un genio, una personalità carismatica e imprevedibile per consacrare il passaggio al di fuori d'ogni compromesso commerciale. Questi è Miles Davis.
Davis è dunque la chiave di questa rivoluzione e nei suoi dischi compaiono musicisti come Ron Carter, Tony Williams, Herbie Hancock, Wayne Shorter, Joe Zawinul, Chick Corea, Jack DeJohnette, Airto Moreira, Keith Jarrett, John McLaughlin.
Nei primi anni settanta sono i “figli” di Davis a creare davvero il genere, infatti, perché si possa parlare di jazz-rock, c'è bisogno dei suoi discepoli.
Primi fra tutti i Weather Report di Shorter e Zawinul, il cui jazz rock è considerato coinvolgente ed intellettuale.
Il discorso cambia per Herbie Hancock e Chick Corea che, diventando delle vere star del jazz rock, mescolano l'esigenza di comunicazione al calcolo economico; infatti, l'esperienza con Davis ha aperto a Chick Corea la strada che lo ha consacrato come una stella della fusion:
Nel 1972 fonda con Joe Farrel, Stanley Clarke, Flora Purim e Airto Moreira i Return to Forever.
Nel frattempo da Davis nascerà una nuova generazione di allievi: John Scofield, Marcus Miller, Gary Thomas, Mike Stern, Kenny Garret, Mino Cinelu, Bill Evans, Bob Berg, Al Foster, Darryl Jones.
I Weather Report sono la band di importanza storica e anticipatrice del genere jazz rock prima che assumesse comunemente il nome fusion, con nomi come Zawinul, Shorter, Miroslav Vitous, Jaco Pastorius, Peter Erskine ed altri che si sono avvicendati in 17 anni di esistenza del gruppo.
Resta comunque la qualità sempre emozionante dei quindici album pubblicati tra il 1971 ed il 1986.
Un altro è il cambiamento epocale che sta avvenendo: la chitarra elettrica nel jazz non ha mai avuto un ruolo di guida, ma con gli anni settanta sbarca una costellazione di chitarristi: Larry Coryell, Allan Holdsworth, Mike Stern, Bill Frisell, John Scofield, Vernon Reid e Pat Metheny.
Nell'immaginario collettivo del jazz rock due chitarristi si elevano per stile, personalità, carattere: Bill Frisell e John McLaughlin.
Nel 1974 Pat Metheny regala il suo contributo ad una session di grande rilievo nel jazz rock suonando con Paul Bley, Bruce Ditmas, e Jaco Pastorius.
Con Pastorius, virtuoso del basso nell' universo jazz rock, affronta alcuni dei capitoli fondamentali della sua carriera.
Infatti, Pastorius, con Bob Moses è nell'album d'esordio di Metheny “Bright size life” del 1975 e nel 1979 si rincontreranno in un memorabile tour di Joni Mitchell.
Nel 1973 un altro figlio di Davis, Herbie Hancock, spiccato nel contesto del jazz elettrico come mago delle tastiere, dà vita agli Headhunters dando uno dei migliori esempi di fusion, forse il più vicino alla consuetudine nera americana tra tutti i discepoli di Davis.
Negli anni ottanta la fusion diventa la forma prevalente del jazz in quanto riesce ad accostarsi a culture diverse dalla cultura afroamericana, per il suo rapporto con gli strumenti elettrici ed elettronici e per l'assillante tecnicismo.